# Райзинг-Сан (Индиана)
Райзинг-Сан (англ. Rising Sun; букв. Восходящее Солнце) — город в тауншипе Рандолф и административный центр округа Огайо в штате Индиана в Соединённых Штатах Америки.
Согласно данным переписи населения США 2020 года число жителей города 
составляло 2248 человек, что чуть меньше, чем было во время предыдущей переписи проводившейся в 2010 году (2304 человека).

## История
Райзинг-Сан был зарегестрирован в 1816 году; в то время его население составляло около семисот человек среди которых было много немецких иммигрантов. Почтовое отделение Райзинг Сан работает с 1844 года.
В 1830-х годах Райзинг- Сан был сезонной остановкой для сотен лодок, ежедневно направлявшихся вниз по реке Огайо.
Несколько архитектурных объектов города включены в Национальный реестр исторических мест США.

## География
Город расположен на берегу реки Огайо и является единственным инкорпорированным сообществом в округе Огайо.
Согласно данным Бюро переписи населения США, общая площадь Райзинг-Сана составляет 1,569 квадратных миль (4,06 км2), из которых 1,45 квадратных миль (3,76 км2 или 92,42%) — это суша и 0,119 квадратных миль (0,31 км2 или 7,58%) занимает водная поверхность.